# Henryk Szydłowski

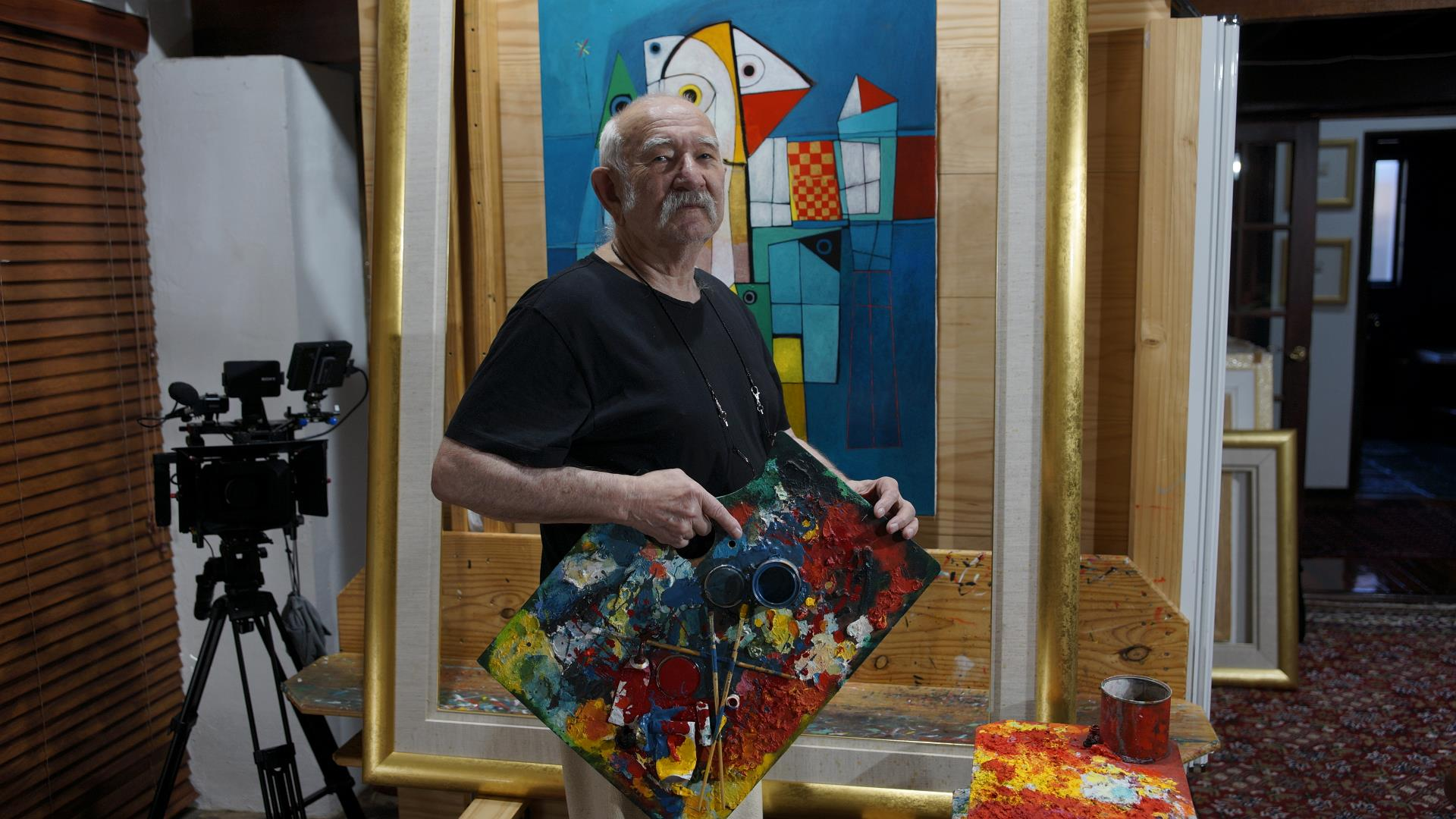
Henryk Szydłowski w swoim studiu

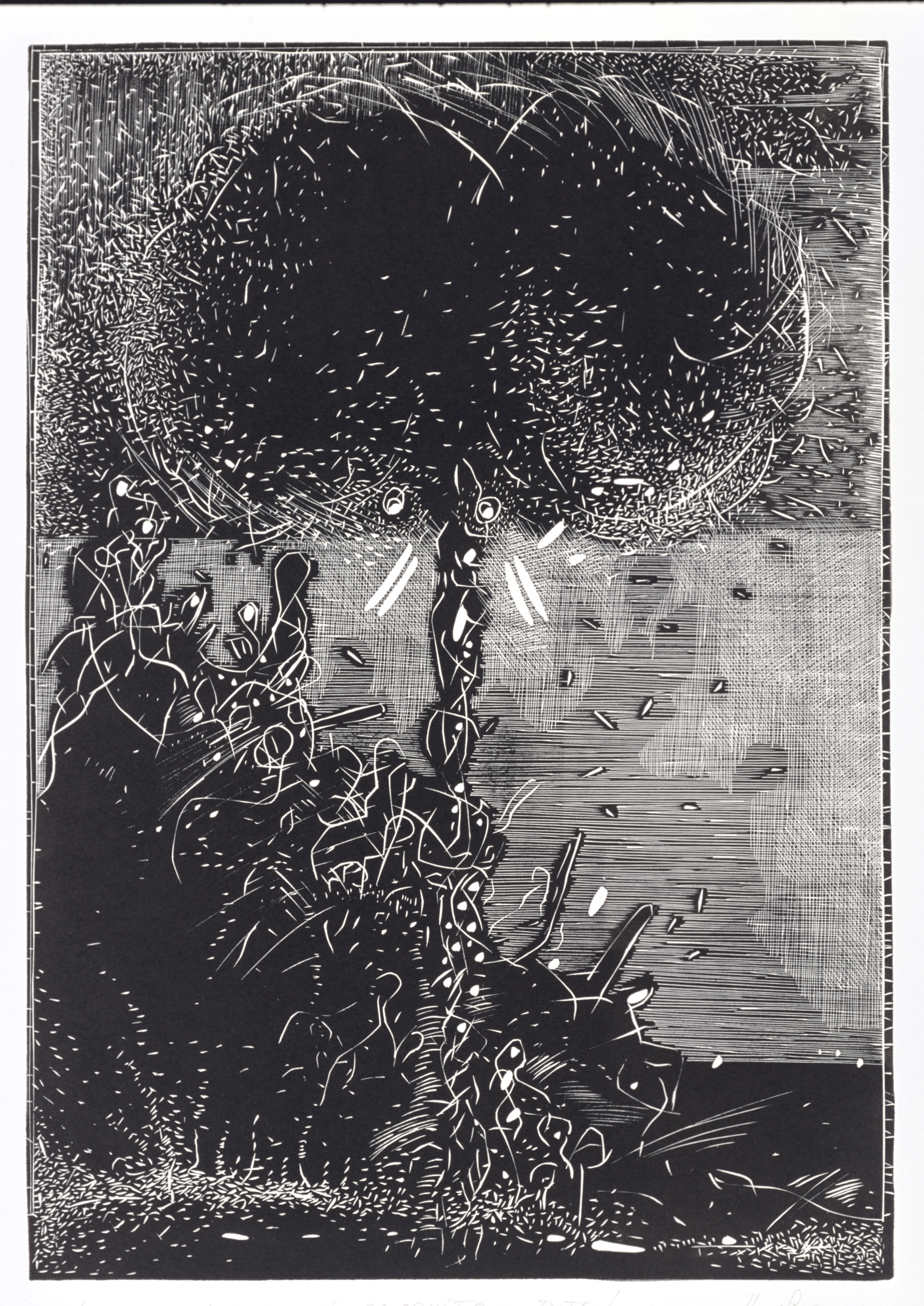
Henryk Szydlowski. MOSQUITO BITE. (Polcut Print)Henryk Szydlowski. MOSQUITO BITE. (Polcut Print)

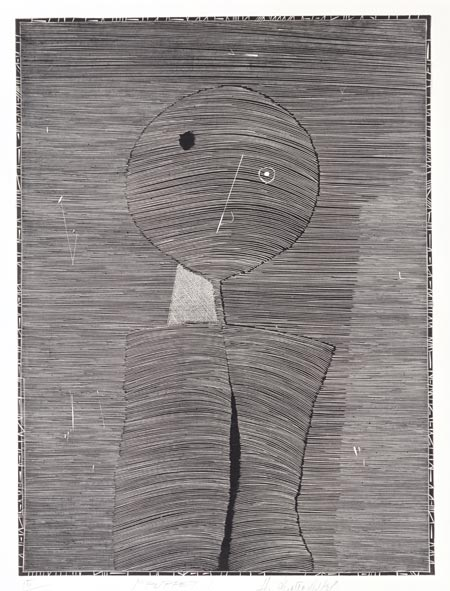
Henryk Szydlowski. PUPPET (Polcut Print)

Henryk Szydłowski (ur. 23 marca 1950 w Jaworze) – artysta malarz, grafik, fotograf, twórca video artu.

## Życiorys
W połowie lat 60. uczęszczał do Państwowego Liceum Sztuk Plastycznych im. Alojzego Zawady w Jarosławiu. W 1976 roku ukończył studia w pracowni malarskiej profesora Czesława Rzepińskiego, a rysunek w pracowni u profesora Alojzego Siweckiego w Akademii Sztuk Pięknych im. Jana Matejki w Krakowie .
W końcu lat 70. wyemigrował do Nowej Zelandii, gdzie wykładał w Whitecliffe Art School (obecnie: Whitecliffe Collage Of Art And Design). Tam opracował nową technikę druku, którą nazwał Polprint. W 1985 roku przeniósł się do Australii, gdzie w latach 1989–1993 był lektorem w pracowni grafiki w Claremont School of Fine Arts w Perth w Zachodniej Australii .
W 1998 roku za prace twórczą w sztuce, Międzynarodowa Akademia Greci – Marino i Akademia Verbano w Vercelli nadała Henrykowi Szydłowskiemu honorowy tytuł profesorski, a w 2000 roku tytuł Kawalera Orderu .

## Twórczość artystyczna[1]
Od 1994 roku Henryk Szydłowski zajmuje się wyłącznie malarstwem, grafiką, fotografiką i filmem. W swoim dorobku artystycznym ma osiemdziesiąt osiem wystawach indywidualnych i wiele wystaw grupowych. W 1996 i 2000 roku jego prace malarskie zostały umieszczone na znaczkach pocztowych i widokówkach, „Who’s who in International art” w Szwajcarii oraz publikowane przez „House of Bodleigh” – wydawca w Australii.Henryk Szydlowski.
W roku 2003 w serii „Masters of Today” opublikowanej przez World of Art wydany został album z 123. pracami artysty pt. Door to the Dreams .
Od roku 2010 Henryk Szydłowski zajmuje się tworzeniem własnych filmów z gatunku „video art”; są to krótkie filmy eksperymentalne, w których poszukuje własnego stylu filmowego. Filmy łączą dziedziny sztuki takie jak malarstwo, grafika oraz fotografia autorstwa artysty.
Prace Szydłowskiego znajdują się w kolekcjach prywatnych, firmowych i państwowych w dorobku artystycznym posiada 91 indywidualnych wystaw malarskich w Europie, Australii, Japonii i Nowej Zelandii. 

## Przypisy

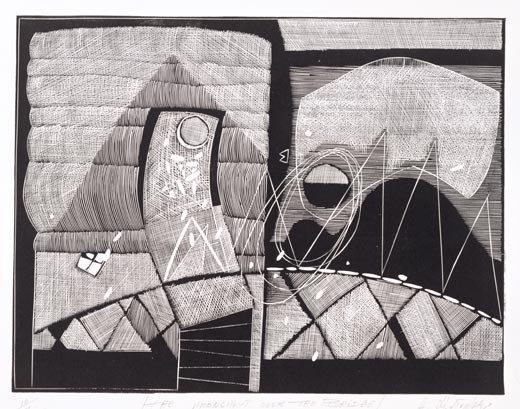
Henryk Szydlowski. THE MOONLIGHT OVER THE BRIDGE (Polcut Print)

## Linki zewnętrzne

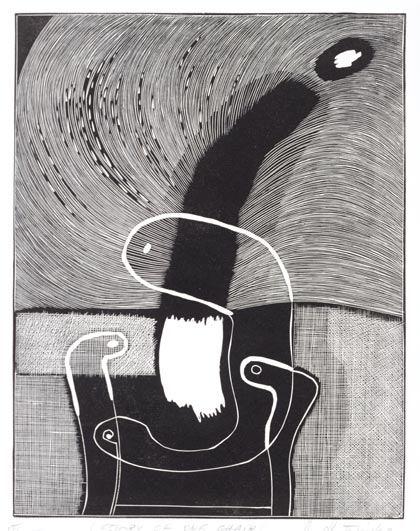
Henryk Szydlowski. STORY OF THE CHAIR. (Polcut Print)

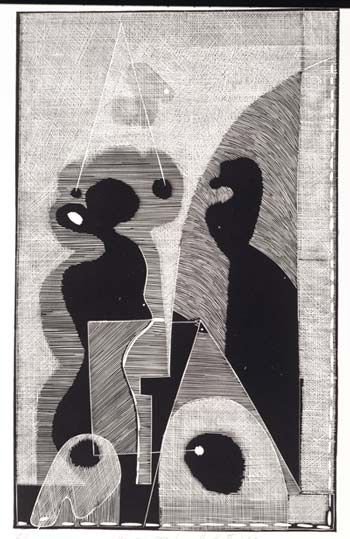
Henryk Szydlowski. HE AND SHE (Polcut Print)

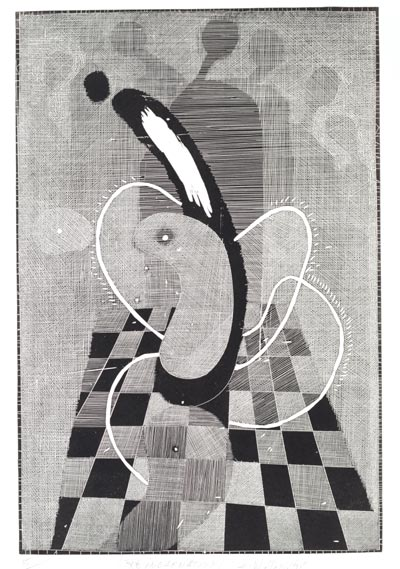
Henryk Szydlowski. REINCARNATION (Polcut Print)

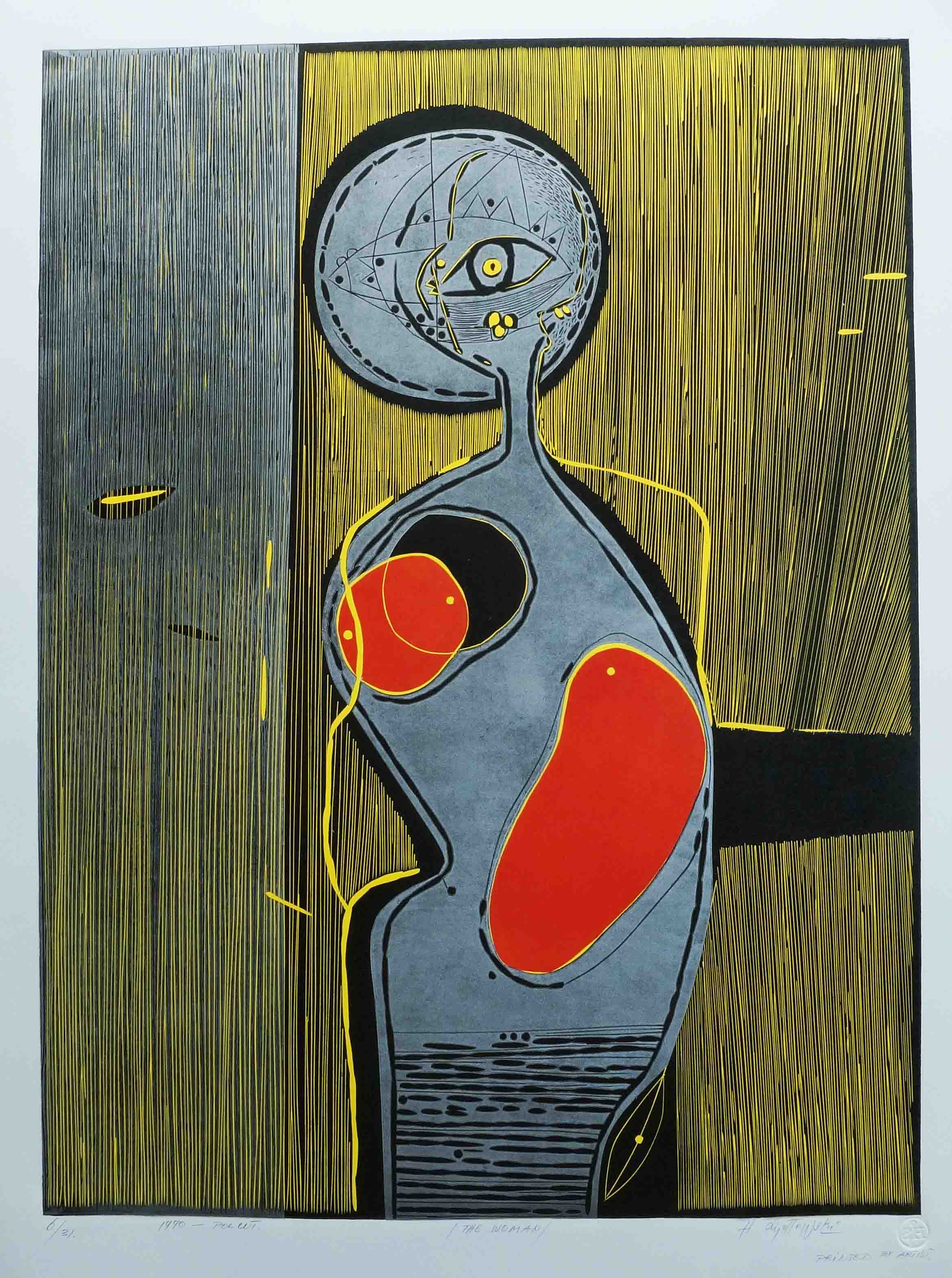
Henryk Szydlowski's Pattern of THE NEW POLISH GRAPHIC TECHNIQUE - POLISH PRINT (POLPRINT - POLCUT PRINT) in colour

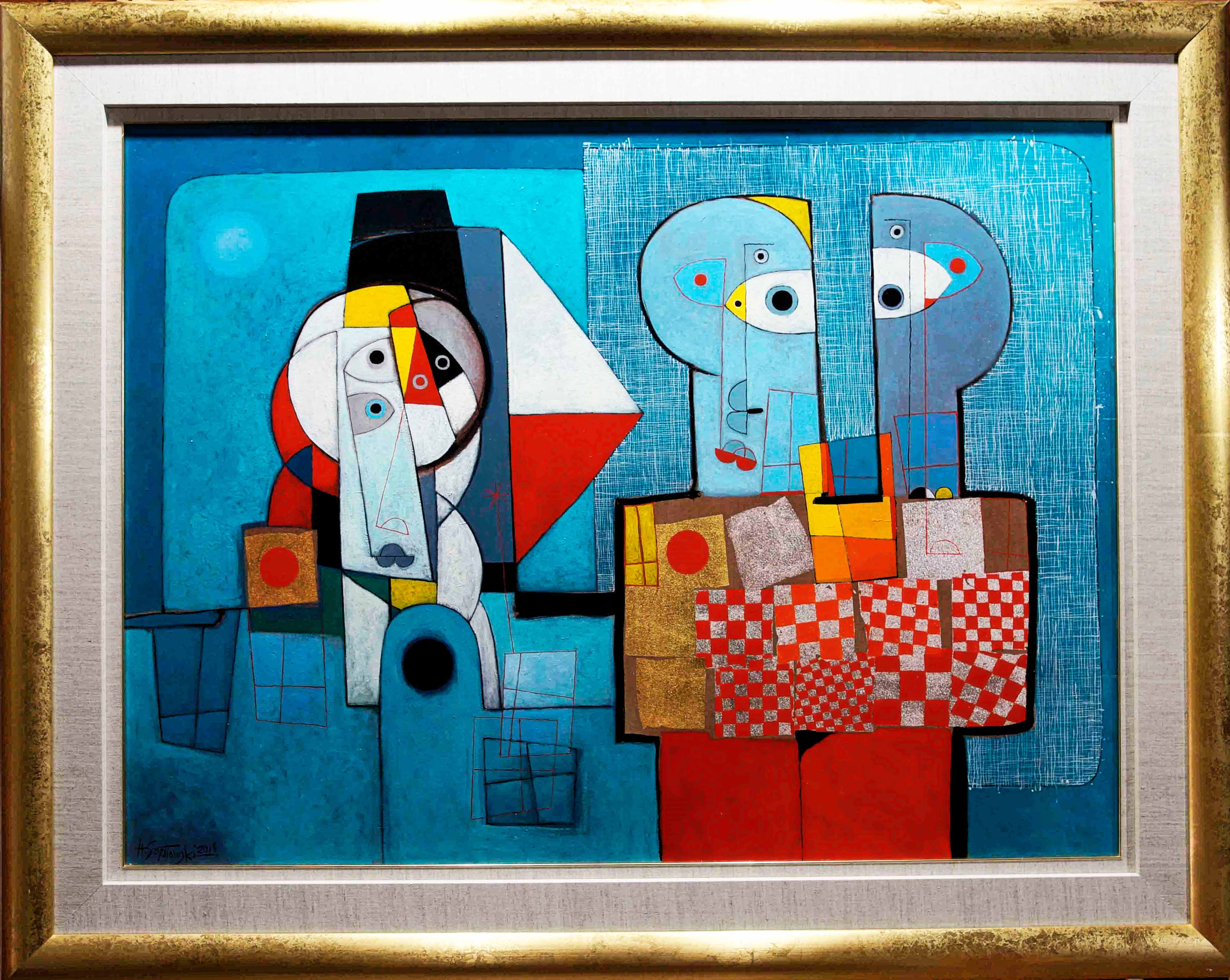
Henryk Szydlowski. BLUE NIGHT STALKERS. (Oil painting)

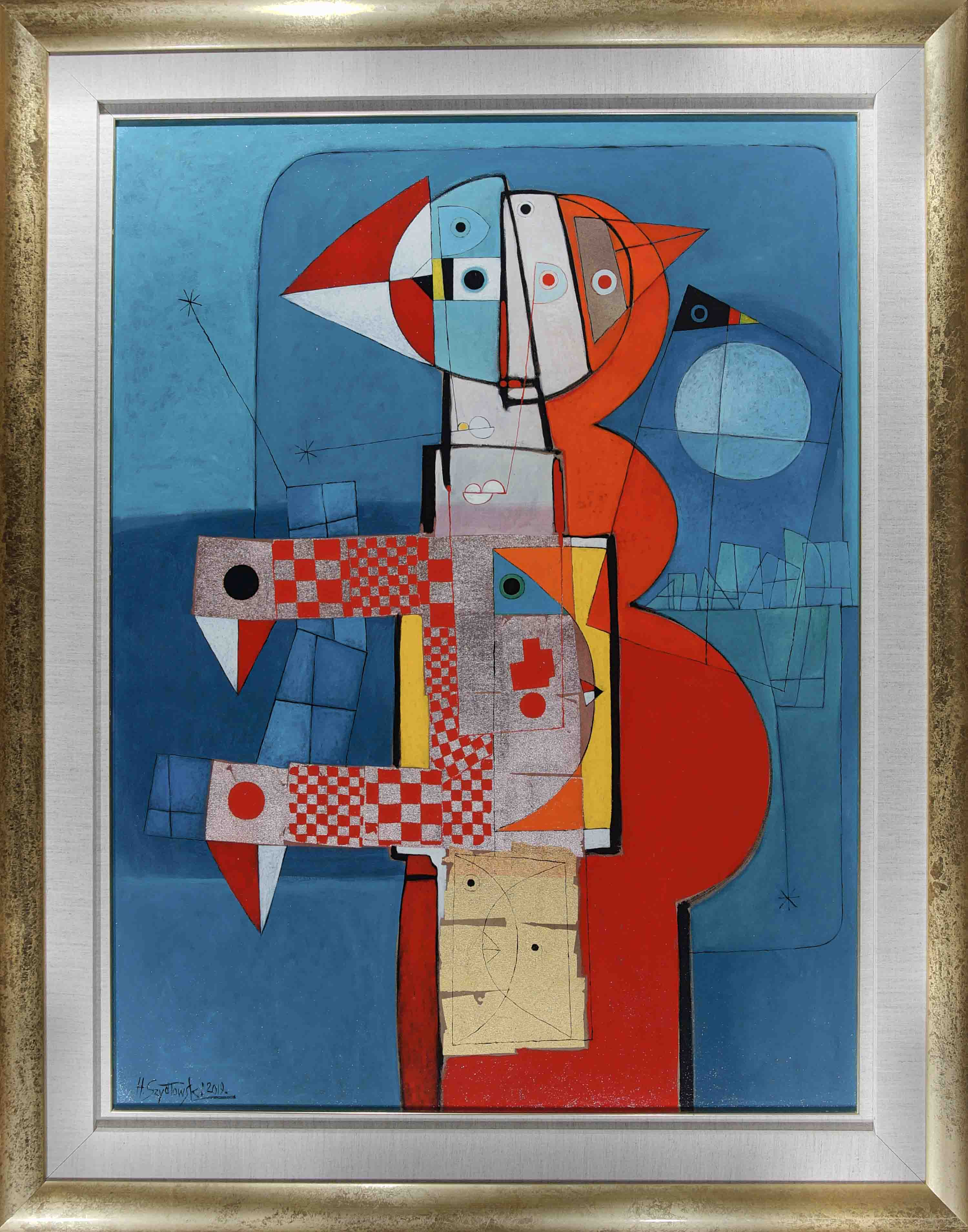
Henryk Szydlowski. MOONLIGHT SCARECROW. (Oil painting)

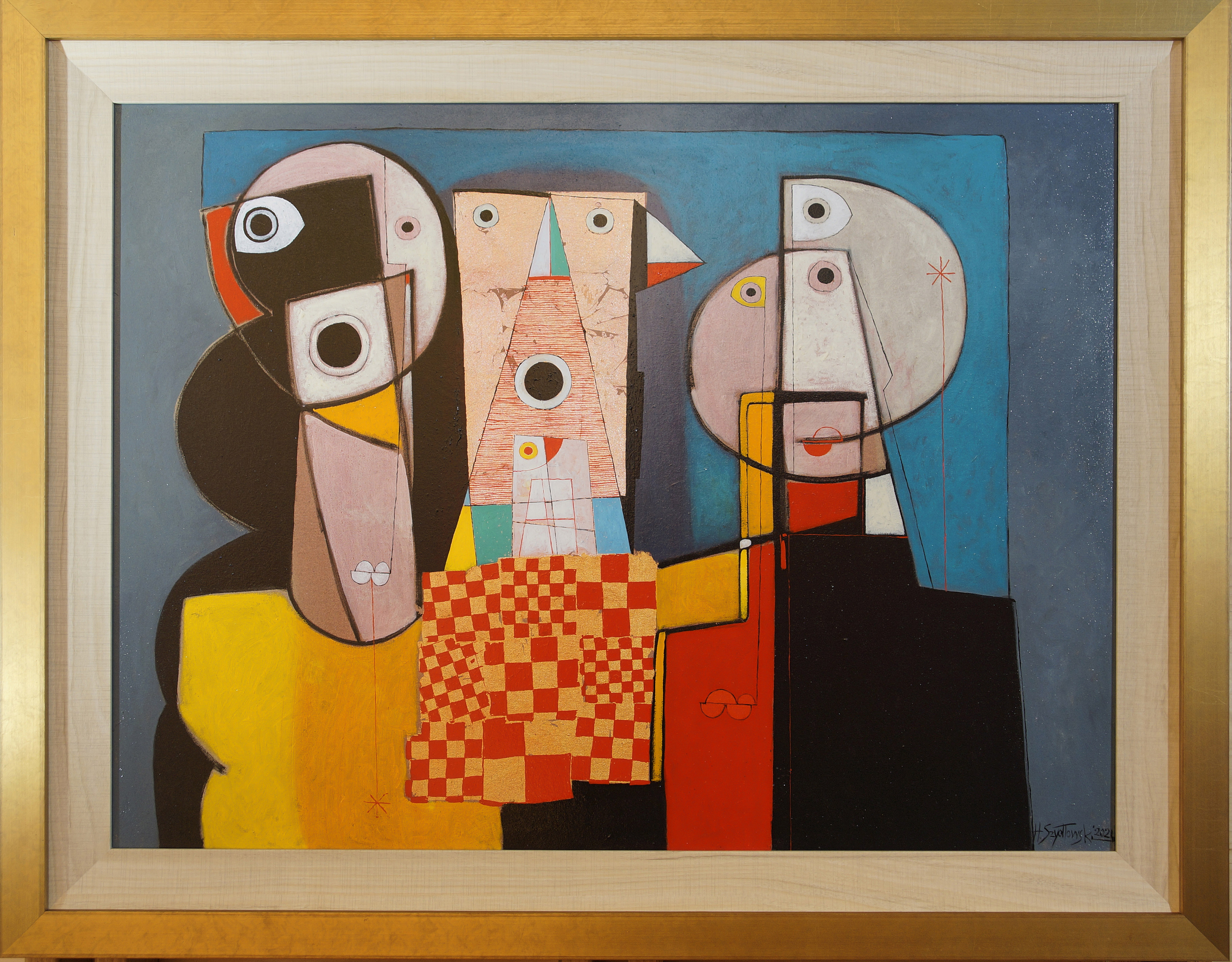
Henryk Szydlowski. PORTRAIT OF THE MOONLIGHT FAMILY. (Oil painting)

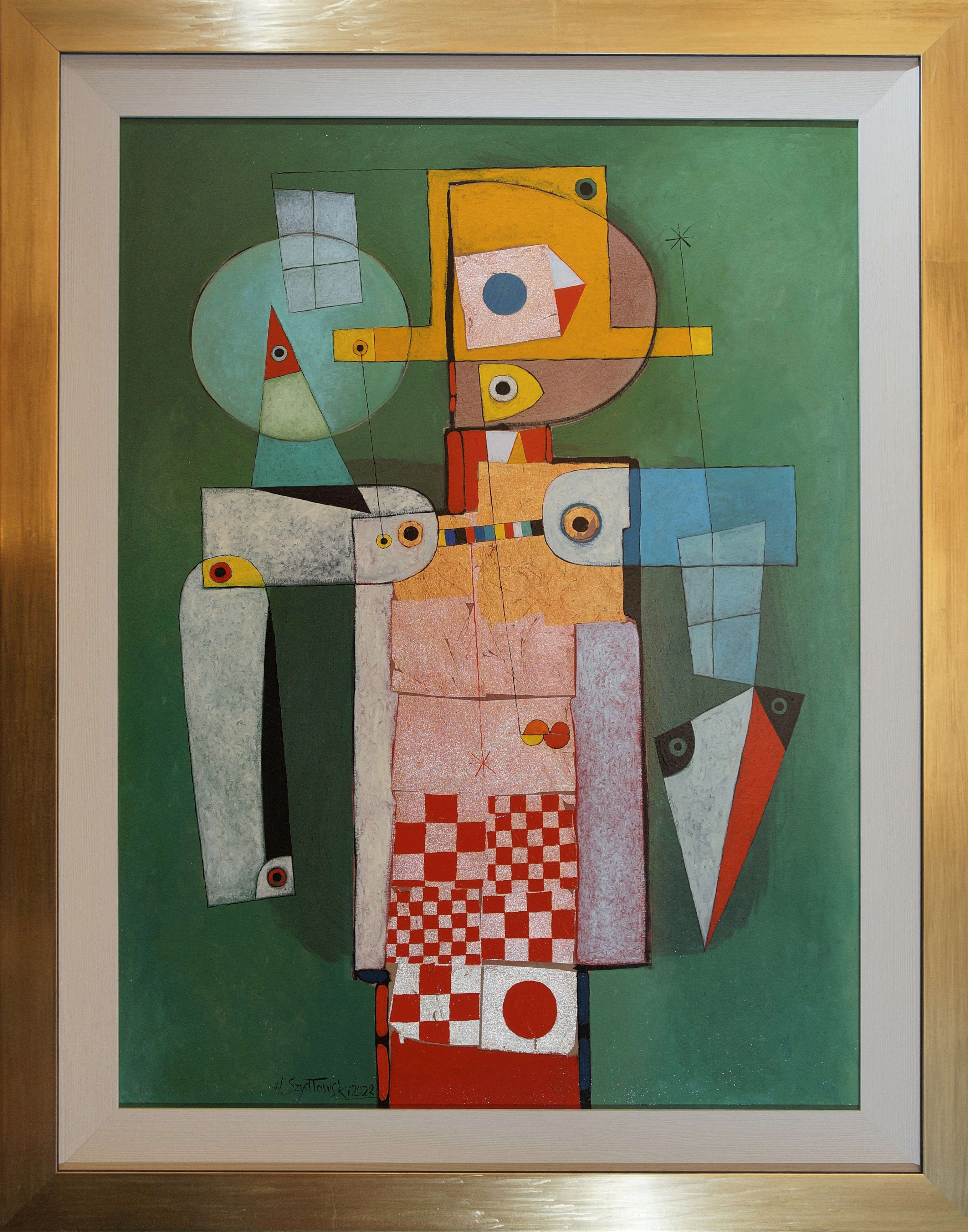
Henryk Szydlowski. POETRY OF THE SCARECROW IN THE YELLOW HAT. (Oil painting)